# Festival international du film fantastique d'Avoriaz 1988
Le Festival international du film fantastique d'Avoriaz 1988 est le 16e Festival international du film fantastique d'Avoriaz.

## Jury
- Sidney Lumet (président)
- Walerian Borowczyk
- Élie Chouraqui
- Sophie Desmarets
- John Irvin
- Valérie Kaprisky
- Gō Nagai
- Jacques Rouffio
- Alexandre Trauner
- Vladimir Volkoff
- Lambert Wilson
- Michael York

## Sélection

### Compétition
- Angoisse (Angustia) de Bigas Luna ( Espagne)
- Aux frontières de l'aube (Near Dark) de Kathryn Bigelow ( États-Unis)
- Cassandra de Colin Eggleston ( Australie)
- Hidden (The Hidden) de Jack Sholder ( États-Unis)
- Histoire de fantômes chinois (Sien nui yau wan) de Ching Siu-tung ( Hong Kong)
- Julia et Julia (Giulia e Giulia) de Peter Del Monte ( Italie)
- Bienvenue au Paradis (Made in Heaven) de Alan Rudolph ( États-Unis)
- Prince des ténèbres (Prince of Darkness) de John Carpenter ( États-Unis)
- Princess Bride (The Princess Bride) de Rob Reiner ( États-Unis)
- Prison de Renny Harlin ( États-Unis)
- Morning Patrol (Proini Peripolos) de Nikos Nikolaïdis ( Grèce)
- RoboCop de Paul Verhoeven ( États-Unis)
- Siesta de Mary Lambert ( États-Unis)
- Retour à Oegstgeest (Terug Naar Oegstgeest) de Theo Van Gogh ( Pays-Bas)
- Witchboard de Kevin Tenney ( Royaume-Uni /  États-Unis)

### Section peur
- L'Attaque des morts-vivants (Killing Birds) de Claudio Lattanzi ( Italie)
- Elmer le remue-méninges (Brain Damage) de Frank Henenlotter ( États-Unis)
- Le Bal de l'horreur 2 : Hello Mary Lou (Hello Mary Lou : Prom Night 2) de Bruce Pittman ( Canada)
- Hellraiser, le pacte (Hellraiser) de Clive Barker ( Royaume-Uni)
- La Maison du cauchemar (La casa 3) de Umberto Lenzi ( Italie)

### Hors compétition
- Coïncidences de Jean-Pierre Rivière ( France)
- Oppressions de Jean Cauchy ( France)
- La Septième dimension de Laurent Dussaux, Olivier Bourbeillon, Manuel Boursinhac, Benoît Ferreux, Stéphan Holmes, Peter Winfield ( France)
- Tokyo the Last Megalopolis (Teito Monogatori) de Akio Jissōji ( Japon)
- Cérémonie d'amour de Walerian Borowczyk  ( France)

## Palmarès
- Grand prix : Hidden de Jack Sholder
- Prix spécial du jury : Histoire de fantômes chinois de Ching Siu-tung
- Prix d'excellence : RoboCop pour les effets spéciaux
- Mention spéciale : José-Maria Civit pour la photographie de Angoisse de Bigas Luna
- Prix de la critique : Prince des ténèbres de John Carpenter
- Prix de la C.S.T. : RoboCop de Paul Verhoeven
- Antenne d'Or : Princess Bride de Rob Reiner
- Prix section peur : Hellraiser de Clive Barker